# Distenia chaparensis
Distenia chaparensis là một loài bọ cánh cứng trong họ Cerambycidae.